# Diplomas de Español como Lengua Extranjera
Le Diploma de Español como Lengua Extranjera en français : « Diplôme d'espagnol comme langue étrangère » ou DELE est un diplôme de langue espagnole organisé par l'institut Cervantes en collaboration avec l'université de Salamanque.

## Présentation
Il est possible de préparer le DELE en Espagne et en Amérique hispanique dans de nombreuses écoles de langue partenaires de l'Institut Cervantes, qui proposent un entrainement et des examens blancs dans le cadre d'un séjour linguistique.
Il existe six niveaux d'examen, chacun délivrant un diplôme. Il est possible de passer directement le niveau le plus adapté, sans avoir les niveaux inférieurs.
Chaque niveau d'examen comporte cinq épreuves :
- compréhension de l'écrit ;
- expression écrite ;
- compréhension orale ;
- grammaire et vocabulaire ;
- expression orale.

Par rapport à un test standardisé uniquement composé de questionnaire à choix multiples (QCM), il y a donc en plus une épreuve de rédaction et une épreuve d'entretien oral. Cet examen est supposé évaluer les compétences linguistiques dans une plus grande variété de domaines.
Il existe deux sessions ordinaires d'examen, en mai, et en novembre, organisées dans de nombreux centres répartis dans le monde. Il existe aussi deux sessions extraordinaires, en avril et en août, organisées seulement à certains niveaux et dans certains pays.
La convocation se fait en deux temps, avec une demi-journée d'épreuves écrites et un entretien se déroulant un autre jour.
Les niveaux initiaux correspondent au Cadre européen commun de référence pour les langues (CECRL) du Conseil de l'Europe.
Il est à noter que la durée de validité du DELE est illimitée. Des plateformes comme GlobalExam ou des institutions comme l'Institut Cervantes.

## Les différents niveaux

### Niveau A1
Une linguistique suffisante accréditée pour comprendre et utiliser des expressions quotidiennes d'usage très fréquents, ainsi que pour demander son chemin ou encore pour donner plus d'informations sur sa vie quotidienne afin de pouvoir intervenir dans une conversation.
Les épreuves sont :
- 45 min de compréhension de l'écrit ;
- 25 min d'expression écrite (rédaction de textes brefs) ;
- 20 min de compréhension auditive (test sur cassette avec des QCM) ;
- 15 min d'expression orale (entretien avec un jury).

### Niveau A2
Une linguistique suffisante accrédite pour comprendre des phrases et des expressions quotidiennes d'usage fréquent rattachées à certaines expériences spéciales éminents d´une information basique sur soi-même  et sa famille, des achats, des lieux d'intérêt, d'occupations.
Les épreuves sont :
- 50 min de compréhension de l'écrit ;
- 25 min d'expression écrite (rédaction de textes brefs) ;
- 50 min de compréhension auditive (test sur cassette avec des QCM) ;
- 15 min d'expression orale (entretien avec un jury).

Les niveaux intermédiaires correspondent au Cadre européen commun de référence pour les langues CECRL du Conseil de l'Europe.

### Niveau B1
Une linguistique suffisante accréditée pour comprendre et pour réagir convenablement devant des situations les plus habituelles de la vie quotidienne et pour également communiquer des désirs et des nécessités très simples.
Les épreuves sont :
- 40 min de compréhension de l'écrit ;
- 50 min d'expression écrite (rédaction de textes brefs) ;
- 30 min de compréhension auditive (test sur cassette avec des QCM) ;
- 40 min de grammaire et vocabulaire ;
- 10 min d'expression orale (entretien avec un jury).

### Niveau B2
Une linguistique suffisante accréditée pour se développer dans les situations courantes de la vie quotidienne de tous les jours, dans des circonstances normales de communication qui ne requièrent pas d'usage spécifique de la langue.
Les épreuves sont :
- 60 min de compréhension de l'écrit ;
- 50 min d'expression écrite (rédaction d'une lettre et d'un texte, chacun entre 150 et 200 mots) ;
- 30 min de compréhension auditive (test sur cassette avec des QCM) ;
- 60 min de grammaire et vocabulaire ;
- 15 min d'expression orale (entretien avec un jury).

Les niveaux supérieurs correspondent au Cadre européen commun de référence pour les langues CECRL du Conseil de l'Europe.

### Niveau C1
Accrédite que l'utilisateur possède  de nombreuses compétences dans l'usage de l'espagnol et qu´il est capable de faire face à n´importe quelle situation avec une grande sécurité et une confiance.
Les épreuves sont :
- 90 min de compréhension de l'écrit ;
- 80 min d'expression écrite (rédaction d'une lettre et d'un texte, chacun entre 150 et 200 mots) ;
- 50 min de compréhension auditive (test sur cassette avec des QCM) ;
- 20 min d'expression orale (entretien avec un jury).

### Niveau C2
Accrédite que la compétence linguistique permet à l'utilisateur de se développer dans diverses situations en utilisant un langage soutenu  ainsi que des connaissances sur la culture des habitants que l´on retrouve bien souvent chez lui.
Les épreuves sont :
- 60 min de compréhension de l'écrit ;
- 60 min d'expression écrite (rédaction d'une lettre et d'un texte, chacun entre 150 et 200 mots) ;
- 45 min de compréhension auditive (test sur cassette avec des QCM) ;
- 60 min de grammaire et vocabulaire ;
- 15 min d'expression orale (entretien avec un jury).